# Robert Lenard Bachmann
Robert Lenard Bachmann (ur. 6 sierpnia 1963 r. w Szczecinie) – polski malarz, fotograf, konstruktor mobili, twórca obiektów kinetic art i instalacji przestrzennych od wielu lat związany z Wrocławiem.

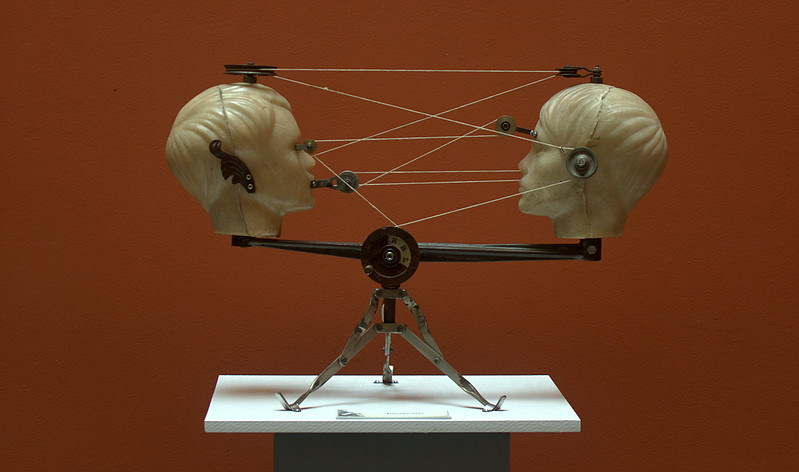
Dzieło "Interlocutio"

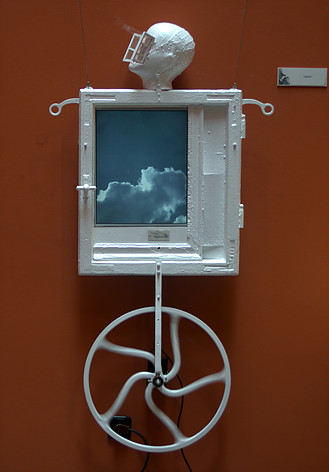
Dzieło artysty z cyklu "Machinobolizmy"

## Życie i twórczość
Uczył się w Lotniczych Zakładach Naukowych i na Politechnice Wrocławskiej. Pracował w Wytwórni Filmów Fabularnych i Teatrze Współczesnym we Wrocławiu. W latach 1981–82 dziennikarz prasy opozycyjnej. Od 1993 r. uczestnik wielu wystaw zbiorowych oraz około 35 wystaw indywidualnych. Scenograf w filmie Jutrzenka otrzewna (premiera 2012 r.). Prowadzi we Wrocławiu Atelier - Maszynownia, gdzie tworzy swoje prace. Charakterystycznymi dla tego artysty są dzieła, które określił jako Machinobolizmy. Bachmanna określa się jako hybrydę inżyniera i plastyka - "machinotwórcę", który tworzy mobile i instalacje – "przedmioty ze szlachetnie starzejących się metali o urojonej funkcji, z dyskretnym udziałem prądu elektrycznego, luster oraz retromodelek". Obrazy i obiekty artysty znajdują się w zbiorach prywatnych w Polsce i za granicą.

## Istotniejsze wystawy
- 2017 - Rytuały - Post Rytuał - Instalacja Omordowanie - Wrocław - Wyspa Tamka
- 2017 - Locus Mobilis - Muzeum Miejskie Wrocławia, Ratusz[6]
- 2011 - od tego roku jego dzieła są pokazywane w cyklicznym festiwalu Industrial Art - Rytuał[7]
- 2007 - Entropia - NEURO TV / Trybicon
- 2007 - Inspiring Humanity Exhibition of Contemporary Polish Art 08, Edynburg; Szkocja
- 2006 - Manufaktura "Za Szafą", Transfiguracje, Wrocław
- 2003 - Alte Kaserne - Machinobolizmy, Winterthur, Szwajcaria
- 2003 - ETH - Machinobolizmy, Zürich, Szwajcaria
- 2001 - Entropia, Infundybuła Chronosynklastyczna, Wrocław
- 1998 - finał konkursu na przedmiot dekoracyjny roku 1998, Królikarnia, Warszawa
- 1997 - Akcja Artefakt, Brama97, Wrocław

## Instalacje
- 2013 - Wytopieni, Festiwal Podwodny Wrocław
- 2013 - Women LX, Port Miejski we Wrocławiu
- 2012 - Automatka, Akademicki Szpital Kliniczny we Wrocławiu
- 2011 - Drzewo Henrietty, Park Szczytnicki we Wrocławiu